# 二人だけの戦場
バウ・ミュージカル『二人だけの戦場』（ふたりだけのせんじょう）は、宝塚歌劇団雪組で上演された舞台作品。2幕。「夢」を売る宝塚歌劇団において、「民族問題」や「戦争」を真っ向から取り扱った意欲作。法廷劇を交えての斬新な舞台進行も、内外から注目を浴びた。作・演出は正塚晴彦。
名古屋特別公演は一路真輝と花總まりのトップコンビお披露目公演。

## 公演期間と公演場所
- 1994年1月15日 - 1月30日　宝塚バウホール[1]
- 1994年2月4日 - 2月13日　日本青年館・大ホール（東京特別）[1]
- 1994年10月1日 - 10月3日　愛知厚生年金会館（名古屋特別）[1]
- 2023年4月29日 - 5月6日 梅田芸術劇場メインホール [2]
- 2023年5月13日 - 5月19日 東京建物 Brillia HALL [2]

## あらすじ
ヨーロッパの片隅に存する某連邦国家で、軍事裁判が開廷されている。被告の名はティエリー・シンクレア、罪状は上官殺害。名家出身の品行方正な青年士官であり、職務に忠実な軍人でもあった彼が、何故上官殺害の罪を犯したのか。
この裁判を去ること数年前、シンクレアは親友クリフォード（演：轟悠）ら同期生とともに、士官学校を卒業する。シンクレアとクリフォードは、独立の気運渦巻くルコスタ州・クロイツェル基地への赴任が決定していた。任地を選べない没落貴族の三男坊であるクリフォードと違い、理想に燃え、自らクロイツェルへの配属を志願したというシンクレアに、クリフォードは呆れ返る。卒業の夜、繰り出した酒場で、シンクレアはジプシーの美しい踊り子に目を引かれる。そして、彼女が一緒に踊っていた青年と共に、酔った軍人3名に絡まれているところを目撃し、助けてやる。娘の名はライラ（花總まり）といい、一緒にいた青年は彼女の兄（アルヴァ＝演：和央ようか）だった。
後日、シンクレアはライラに落とした首飾りを届けてやる。ジプシーのキャンプに現れたシンクレアに、ライラは驚く。中枢民族の人間、まして士官であるシンクレアが、ジプシーの寝ぐらに足を踏み入れるなど、普通では考えられない。異民族である自分達への優しさや理解を感じ、かすかにシンクレアに心を開くライラ。シンクレアは彼女に、ライラ達の故郷であるルコスタへの赴任予定を告げる。互いに再会を予感しながら、別れる二人。ほどなくして、シンクレアは不安顔のクリフォードとともに、意気揚々とクロイツェル基地へ着任する。
クロイツェル基地の長官・ハウザー（演：古代みず希）は、地元民族であるジプシーに対し宥和政策をとっており、ジプシーの首長的存在であるシュトロゼック（演：汝鳥伶）とも個人的な親交を深めている。長官に連れられていったシュトロゼックの自宅で、シンクレアはライラと出くわす。彼女はシュトロゼックの娘だったのだ。ライラに案内され、シンクレアはジプシー達が暮らす集落を案内される。彼らと直接触れ合うことで、シンクレアは民族の違いの小ささ・無意味さを実感する。故郷を愛し、日々の暮らしを愛する心に、民族の違いなどどこにもありはしなかった。
ジプシー達と打ち解けたシンクレアは、彼らの祭りに参加する。ルコスタには悲しい伝説があった。遠い昔、ジプシー民族の娘が、侵略軍を差し向けてきたスルタンの息子と恋に落ち、駆け落ちした先で、二人もろともにスルタンに射殺されたのである。祭りの夜には、その伝説にちなみ、男と女が対になって、集落中が朝まで踊り明かす。ライラと踊ったシンクレアは、一目見たときから募らせていた想いを、ライラに打ち明ける。ライラは民族の違いを理由に戸惑うが、自らの気持ちを偽りきれず、彼の想いを受け入れる。しかし、そんな二人を引き裂くかのように、銃声が轟き、和やかな祭りの夜は一転する。
銃声の正体は、地元のジプシー青年が構成するテロ集団による、基地の襲撃であった。ここ最近沈黙を保っていたジプシーの過激派が、にわかに行動に出たことで、旅興行から帰郷して間もないアルヴァに疑いの目が向けられる。現に、アルヴァにはテロ行為の前科があり、しかも祭りの夜から失踪していた。軍でアルヴァの容疑を知ったシンクレアは、ライラに彼の行方を尋ねるが、ライラはやはりシンクレアも他の軍人と同じように、ジプシーだからといって兄を疑うのかと激昂する。しかし、カフェの女主人・エルサ（演：小乙女幸）に諭され、互いの立場を弁えながら愛を育む道を選ぶ。エルサもまた、基地の軍人・ラシュモア軍曹（演：葛城七穂）と身分違いを乗り越えての恋仲にあった。
基地と地元民族との緊張は解けないまま、シンクレアは相変わらずエルサのカフェに通っている。夜、基地への帰路を急ぐシンクレアは、思いがけずアルヴァに呼び止められる。アルヴァは、先の襲撃は初めから彼に罪を着せるために仕組まれたものだと告白する。数年前までは過激派に属していたアルヴァだったが、父・シュトロゼックの説得により、基地との宥和派に転じていた。過激派の襲撃は、連邦制の維持に尽力するシュトロゼック父子と基地との断絶を図ることが一番の目的だったのだ。真実を知って愕然とするシンクレアに、アルヴァはライラと共にルコスタを逃れるよう勧める。もはや基地と地元民族との衝突は避けらない。そうなれば、一番悲しむのは故郷と恋人が争うことになるライラである。しかし、シンクレアは軍人として、逃亡を選ぶことはできなかった。
この時勢にあってなお、ジプシー達の溜まり場であるエルサのカフェに通いつめ、シュトロゼック一家と緊密な関係をとり続けるシンクレアに、クリフォードは自重しろと詰め寄る。独立戦争になれば、ジプシー達とは敵味方になるのだ。シンクレアは親友の忠告をはねつけるが、クリフォードの予感は的中した。連邦制の象徴であった大統領の死去を契機に、ルコスタは遂に独立する。一つの州が独立すれば、他州もこれに倣い、次々と独立を表明しかねない。連邦制瓦解の危機に、クロイツェル基地は騒然となる。しかし、ハウザーには一つの勝算があった……。

## スタッフ
- 作曲・編曲：高橋城[1]
- 振付：謝珠栄[1]
- 装置：大橋泰弘[1]
- 衣装：任田幾英[1]
- 照明：沢田祐二[1]
- 演出助手：藤井大介[1]
- 振付助手：伊賀裕子[1]
- 装置補：新宮有紀[1]
- 衣装補：田口美香[1]
- 音楽製作：野村修[1]
- 製作：細川勝幸[1]
- 制作：古澤真[1]

## 1994年版[1]
※氏名の後ろに「宝塚」、「東京」、「名古屋」の文字がなければ全公演共通。

### 専科
- 汝鳥伶

### 雪組
- 古代みず希
- 小乙女幸
- 泉つかさ
- 一路真輝
- 灯奈美
- 轟悠
- 春乃若葉
- 毬丘智美
- 矢吹翔
- 朝景るい

- 葛城七穂
- 毬花なみ
- 和央ようか
- 高倉京
- 花彩ひとみ
- 貴代光紀
- 欧波翼
- 麻世さくら
- 風早優
- 真汐いづる

- 葉月れい
- 花總まり
- 安蘭けい
- 眉月凰
- 夢輝のあ
- 響まりあ
- 朝霧舞（宝塚・東京　3月28日退団[3]）
- 中原くれは（宝塚・東京　2月15日退団[3]）
- 千城歩（宝塚・東京　3月28日退団[3]）
- 未来優希（名古屋）

- 愛耀子（名古屋）
- 水谷紫乃（名古屋）

## 2023年版[2]

### 専科
- 高翔みず希
- 凛城きら

### 花組
- 航琉ひびき
- 舞月なぎさ
- 羽立光来
- 柚香光
- 永久輝せあ
- 春妃うらら
- 綺城ひか理
- 峰果とわ
- 凛乃しづか
- 高峰潤

- 星風まどか
- 和礼彩
- 龍季澪
- 涼香希南
- 鈴美梛なつ紀
- 三空凜花
- 南音あきら
- 朝葉ことの
- 涼葉まれ
- 希波らいと

- 海叶あさひ
- 颯美汐紗
- 天城れいん
- 愛蘭みこ
- 珀斗星来
- 青騎司
- 湖華詩
- 初音夢
- 伶愛輝みら
- 鏡星珠

- 湖春ひめ花
- 美遥あゆ

| 役者名                   | 出演者 (1994年) | 出演者 (2023年) |
| ------------------------ | --------------- | --------------- |
| ティエリー・シンクレア   | 一路真輝        | 柚香光          |
| ライラ                   | 花總まり        | 星風まどか      |
| シュトロゼック           | 汝鳥伶          | 高翔みず希      |
| ハウザー大佐             | 古代みず希      | 凛城きら        |
| クェイド少佐             | 泉つかさ        | 航琉ひびき      |
| エロル・グリフィン       | 真汐いづる      | 舞月なぎさ      |
| ラシュモア軍曹           | 葛城七穂        | 羽立光来        |
| クリフォード・テリジェン | 轟悠            | 永久輝せあ      |
| オルネイラ               |                 | 春妃うらら      |
| ノヴァロ                 | 矢吹翔          | 綺城ひか理      |
| 検事                     | 風早優          | 峰果とわ        |
| レナ                     | 朝霧舞          | 凛乃しづか      |
| 作家／シーク             |                 | 高峰潤          |
| 憲兵隊長                 | 高倉京          | 和礼彩          |
| アイザック               |                 | 龍季澪          |
| アルメイラ               |                 | 鈴美梛なつ紀    |
| フラウ                   | 花彩ひとみ      | 三空凜花        |
| ザカレフ                 |                 | 南音あきら      |
| エルサ                   | 小乙女幸        | 朝葉ことの      |
| ルディ                   |                 | 涼葉まれ        |
| アルヴァ                 | 和央ようか      | 希波らいと      |
| ダルトン                 | 朝景るい        | 天城れいん      |
| リサ                     | 毬丘智美        | 愛蘭みこ        |
| ラチニナ                 |                 | 初音夢          |
| ザッカ                   |                 | 鏡星珠          |
| ラナ                     |                 | 湖春ひめ花      |